# Brezoi
Brezoi és una ciutat situada al comtat de Vâlcea (Romania). Administra vuit pobles: Călinești, Corbu, Drăgănești, Golotreni, Păscoaia, Proieni, Valea lui Stan i Văratica. Es troba a la regió històrica d'Oltènia.
Segons el cens del 2011, la població de Brezoi és de 6.022 habitants, per sota del cens anterior del 2002, quan es van registrar 6.859 habitants. La majoria dels habitants són romanesos (85,3%), amb una minoria de gitanos (8,78%). Per al 5,51% de la població, no es coneix l’ètnia.

## Fills il·lustres
- Medi Dinu (1909-2016), pintora, d'origen jueu, pertanyent al corrent d'avantguarda interbèl·lica
- Mihai Țurcan (nascut el 1941), futbolista